# Pourquoi l'Amérique ?
Pour plus de détails, voir Fiche technique et Distribution.
Pourquoi l'Amérique est un film français réalisé par Frédéric Rossif et sorti en 1970.

## Synopsis
Des documents d'archives présentent les événements et des personnalités qui ont marqué l'histoire des États-Unis entre la dernière année de la Première Guerre mondiale et 1939.

## Fiche technique
- Titre : Pourquoi l'Amérique ?
- Réalisation : Frédéric Rossif
- Scénario : Caroline Rittener
- Commentaire : Jean-François Bergery
- Montage : Françoise Duez
- Musique : Eddie Harris
- Production : Mondex Films - Télé Hachette
- Pays d'origine :  France
- Durée : 100 minutes
- Dates de sortie : 
  - France : 8 avril 1970
  - Belgique : 22 mars 1974